# Comparettia coimbrae
Comparettia coimbrae är en orkidéart som först beskrevs av Dodson och Roberto Vásquez, och fick sitt nu gällande namn av Mark W. Chase och Norris Hagan Williams. Comparettia coimbrae ingår i släktet Comparettia, och familjen orkidéer.
Artens utbredningsområde är Bolivia. Inga underarter finns listade i Catalogue of Life.